# Watt Wetham Webb
Watt Wetham Webb (Kansas City, 27 de agosto de 1927) é um biofísico
estadunidense.

## Condecorações (seleção)
- 1974 Bolsa Guggenheim[1]
- 1990 Fellow da Associação Americana para o Avanço da Ciência[2]
- 1991 Prêmio Max Delbrück[3]
- 1993 membro da Academia Nacional de Engenharia dos Estados Unidos[4]
- 1995 membro da Academia Nacional de Ciências dos Estados Unidos[5]
- 1997 membro da Academia de Artes e Ciências dos Estados Unidos[6]
- 2010 Prêmio Alexander Hollaender de Biofísica[7]
- 2013 Prêmio Rosenstiel[8]

## Publicações selecionadas
- Pavlova, I., K. R. Hume, S. A. Yazinski, J. Flanders, T. L. Southard, R. S. Weiss, Watt Wetmore Webb: Multiphoton microscopy and microspectroscopy for diagnostics of inflammatory and neoplastic lung. In: Journal of Biomedical Optics, 2012
- Rivera, D. R., C. M. Brown, D. G. Ouzounov, I. Pavlova, D. Kobat, Watt Wetmore Webb, C Xu: Compact and flexible raster scanning multiphoton endoscope capable of imaging unstained tissue. In: PNAS 2011, 108 (43): 17598-17603.
- Baumgart, T., S. T. Hess, Watt Wetmore Webb: Imaging coexisting fluid domains in biomembrane models coupling curvature and line tension. In: Nature 2003, 425: 821-824.
- Denk, W., J. H. Strickler, Watt Wetmore Webb: Two-Photon Laser Scanning Fluorescence Microscopy. Science 1990, 248: 73-76.
- Magde, D., E. Elson, Watt Wetmore Webb: Thermodynamic Fluctuations in a Reacting System - Measurement by Fluorescence Correlation Spectroscopy. Physical Review Letters 1972, 29 (11): 705-708.